# Anopheles namibiensis
Anopheles namibiensis är en tvåvingeart som beskrevs av Maureen Coetzee 1984. Anopheles namibiensis ingår i släktet Anopheles och familjen stickmyggor.
Artens utbredningsområde är Namibia. Inga underarter finns listade i Catalogue of Life.